# Il misterioso manoscritto di Nostratopus
Il misterioso manoscritto di Nostratopus è un libro di Geronimo Stilton, pseudonimo di Elisabetta Dami. Si tratta del primo libro della serie.

## Trama
Geronimo Stilton sta lavorando tranquillamente alla contabilità del suo giornale, l'Eco del Roditore, quando Pinky Pick, la sua collaboratrice editoriale di 14 anni, irrompe nel suo ufficio dicendo che loro devono assolutamente presenziare alla Fiera del Libro di Topoforte per aggiornarsi sulle nuove tendenze. I guai iniziano quando Pinky presenta a Geronimo colui che intende offrirgli come Consulente Culturale, suo zio Topìa Van Ratten. Costui, oltre a bere caffè in continuazione, dichiara orgogliosamente di credere solo nella "Cultura con la C maiuscola" e, affermando di ritenere che le pubblicazioni di Geronimo siano assolutamente poco culturali, gli propone di pubblicare un antico manoscritto del mago Nostratopus (parodia del realmente esistito Nostradamus) in suo possesso (in quanto ereditato da un suo antenato che era scrivano del mago), in cui sono stati predetti con esattezza molti eventi antichi che sono poi realmente accaduti e in cui ci sarebbe scritta anche la data della Fine del Mondo. Geronimo è molto interessato, in quanto la sua esperienza di editore gli fa capire che potrebbe essere un grande successo, ma prima di poterne parlare meglio con Topìa, poco dopo l'arrivo a Topoforte, viene trascinato da Pinky in un parco divertimenti, da dove esce con un umore pessimo e la nausea per le giostre rivoltanti su cui è stato trascinato. Nei giorni seguenti Geronimo è ridotto malissimo, perché Pinky gli fa spendere un sacco di soldi e Topìa gliene fa perdere altrettanti mandando via tutti gli autori e editori che avevano contratti con l'Eco del Roditore, giudicandoli scrittori di scempiaggini per nulla culturali. A un certo punto, mentre Geronimo tiene una conferenza, Topìa gli chiede, fingendo di non conoscerlo, perché nessuno nell'editoria faccia Cultura con la C maiuscola: Geronimo perde la pazienza e urla pubblicamente che a lui della Cultura con la C maiuscola non importa un baffo, facendo una figura pessima. Topìa allora si offende e decide di proporre il manoscritto a Sally Rasmaussen, la direttrice della Gazzetta del Ratto, eterna rivale di Geronimo. Quando lo viene a sapere, Geronimo convince Topìa a perdonarlo e a ritrattare l'affare con la casa editrice Stilton, offrendogli una percentuale dei diritti d'autore maggiore di quella offerta dalla Rasmaussen. A quel punto Sally, pur di appropriarsi del manoscritto, lo ruba (facendo scattare l'allarme antincendio per allontanare Geronimo, Topìa e Pinky dal loro stand), ma alcuni giorni dopo, esattamente come era predetto in una delle profezie, alla Gazzetta del Ratto scoppia un incendio (dopo che Geronimo e Pinky hanno tentato di farsi restituire il manoscritto, Pinky e Sally cadono mentre litigano con il manoscritto in mano e Sally fa cadere un candelabro che incendia una tenda), la Gazzetta brucia e con essa il manoscritto. Come se non bastasse, Topìa batte la testa e dimentica tutto ciò che riguarda Nostratopus e il manoscritto. Alla fine Geronimo scrive un libro su questa vicenda, quello che il lettore sta leggendo, mentre Sally, nonostante Geronimo l'abbia eroicamente salvata dalle fiamme finendo su tutti i giornali, non gli è affatto riconoscente e fa ricostruire la Gazzetta dai suoi stessi dipendenti con ritmi da fame, per continuare a fare concorrenza all'Eco del Roditore.

## Personaggi
- Geronimo Stilton: protagonista del libro, è un topo intellettuale ed abitudinario che di professione dirige l'Eco del Roditore, il quotidiano più venduto dell'Isola dei Topi, anche se la sua vera passione è scrivere libri.
- Pinky Pick: scatenata quattordicenne sempre vestita alla moda ed esperta di tutte le tendenze, è la collaboratrice di Geronimo; è stata sua l'idea di partecipare alla Fiera del Libro di Topoforte.
- Topìa van Ratten: zio di Pinky Pick, è un personaggio molto eccentrico, che consuma caffè e prodotti al gusto di caffè in continuazione, guida in maniera molto spericolata il vecchio furgoncino con cui i protagonisti si recano all'aeroporto, rovina tutti i contatti ed appuntamenti editoriali di Geronimo alla Fiera del Libro e, convinto che Geronimo si occupi solo di contenuti con un livello culturale molto basso, gli propone di pubblicare il manoscritto di Nostratopus.
- Reblochon de Roquefort: direttore del Topitz, l'albergo più lussuoso della città di Topoforte. È un topo dai modi di fare snob con la erre moscia, che spesso dice parole in francese.
- Epifanio Topicchi: è un editore specializzato in libri per ragazzi, amico di Geronimo.
- Sally Rasmaussen: è la direttrice della Gazzetta del Ratto e nemica di Geronimo, tentando di superarlo dal punto di vista professionale in qualsiasi modo, anche con trucchi poco leciti.
- Eupremio Finanz: è un Consulente Finanziario Globale giovanissimo ma geniale e molto esperto, che Pinky ha contattato per aiutare economicamente Geronimo.